# El nen de la rutlla
El nen de la rutlla, també conegut com a  Nen de l'aro, és una escultura que ha esdevingut el símbol del Guinardó. És obra de l'artista Joaquim Ros i Bofarull (1906-1991).

## Història
L'any 1961 l'alcalde Porcioles va convocar un concurs destinat a dotar d'elements escultòrics les noves places de la ciutat. Es varen seleccionar deu peces, una de les quals és aquesta que es troba a aquesta plaça.
Antigament aquesta plaça es coneixia com a Plaça de Puig i Alfonso, un regidor de l'ajuntament i promotor, junt amb Ramon Albó, d'iniciatives culturals, socials i benèfiques a Barcelona. Des de 1961 està presidida per aquesta escultura d'estil noucentista, obra de Joaquim Ros i Bofarull, el motiu de la qual, un nen amb una rutlla, dona nom al lloc.